# La Caseta Alta (Moià)
La Caseta Alta és una masia situada en el terme municipal de Moià, a la comarca catalana del Moianès. Està situada al nord del terme de Moià, a prop i a migdia de la masia de Garfís. També és a prop i al nord-oest de la Caseta d'en Cases. Queda al nord-est de la Crespiera i al sud-oest de la Guantera, en el vessant sud-est del Puig de les Conques.